# Tropinota squalida canariensis
Tropinota squalida canariensis é uma subespécie de insetos coleópteros polífagos pertencente à família Cetoniidae.
A autoridade científica da subespécie é Lindberg, tendo sido descrita no ano de 1950.
Trata-se de uma subespécie presente no território português.